# تسي جون
تسي جون (بالصينية: 谢军) Xie Jun (ولدت في 30 أكتوبر 1970) لاعبة شطرنج صينية تحمل لقب أستاذ كبير.
- كانت بطلة العالم للشطرنج من عام 1991 حتى 1996 ومن عام 1999 إلى 2001.
- وهي إحدى ثلاث لاعبات ظلت بطلة للعالم فترتين منفصلتين، واللاعبتان هما إليزافيتا بيكوفا وهو إيفان.
- تزوجت بمدربها السابق وو شاو بن.
- حصلت على لقب أستاذ كبير عام 1994.
- خسرت لقب بطلة العالم عام 1996 أما سوزان بولغار، ثم استعادته عام 1999 عندما هزمت أليسا غاليموفا.
- في عام 2004 حصلت على ألقاب حكم دولي ومدرب أول.

## روابط خارجية
- تسي جون على موقع الاتحاد الدولي للشطرنج (الإنجليزية)
- تسي جون على موقع مباريات الشطرنج (الإنجليزية)
- تسي جون على موقع 365Chess.com (الإنجليزية)
- تسي جون على موقع Chesstempo.com (الإنجليزية)
- تسي جون سجل أولمبياد الشطرنج للسيدات على موقع OlimpBase.org (الإنجليزية)
- تسي جون على موقع اللجنة الأولمبية الصينية (الإنجليزية)